# 出足払

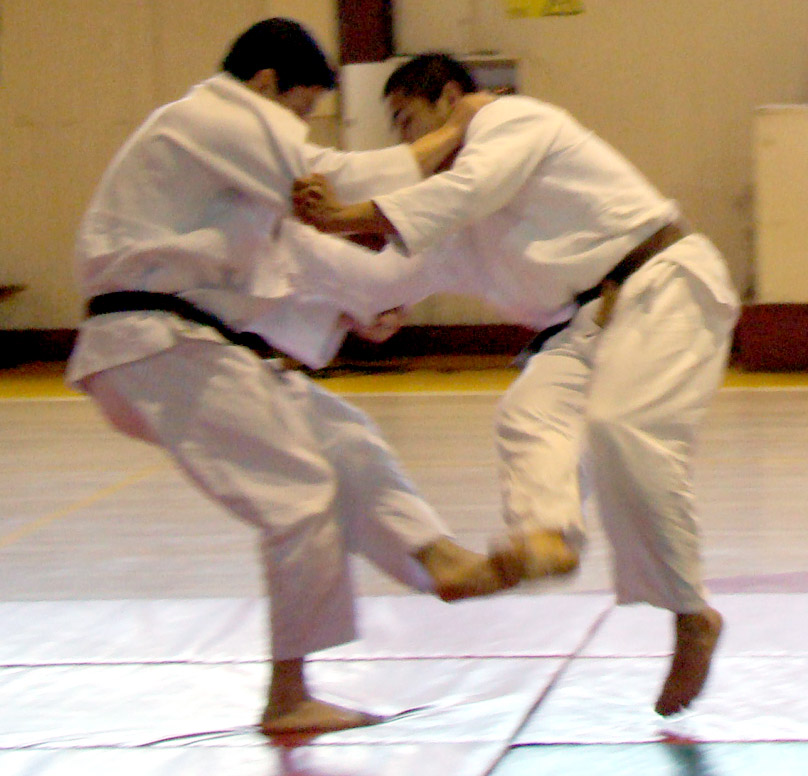
出足払

出足払（であしはらい）は、柔道の投技の足技21本の一つ。講道館、国際柔道連盟(IJF)における正式名称。IJFにおける別正式読み仮名「であしばらい」。IJF略号DAB。別名足払。

## 概要
足払い系の技の一種である。
前に出ようとする相手の出足、すなわち、前足（相手が踏み込んだ足）が畳に着こうとして体重の乗った瞬間を狙い、相手の足首を外側から自分の足裏で払う。もしくは相手が後ろに引いた時に前になった足首を払う。
同時に腕で相手の上半身をひねり、横向きざまに倒す技である。
熟練者のタイミング良い出足払をこらえることは困難であり、受けの側は常に基本の摺り足を心がけてなるべく足を浮かさないことが防止策となる。
この技の名手としては正木嘉美、鈴木桂治が挙げられる。
返し技として、出足払に来た相手の足をすかして逆に自分が出足払をかける燕返がある。
『相撲』誌1995年9月号によると、出足払は相撲の決まり手では裾払いにあたる技である。一方、講道館機関誌『柔道』1948年5月号で、玉嶺生は、出足払は支釣込足、払釣込足、小外刈、送足払と並び、相撲では二枚蹴りと呼ばれている、と述べている。

## 変化

### 逆足払
逆足払（ぎゃくあしばらい）は大外刈、払腰、足車に近い形で、真横から足の外側で相手の足首を払う足技。

## その他
ストリートファイターIIのエドモンド本田は「出足払い」という技を持つが手を使って相手の足をはらっている。